# Sarah Gibson Blanding
Sarah Gibson Blanding (Kentucky, 22 novembre 1898 – 3 marzo 1985) è stata una docente statunitense.
Tra il 1946 e il 1964 fu il sesto presidente del Vassar College, la prima donna presidente. Forte sostenitrice pubblica, ha lavorato duramente per sviluppare e progredire il ruolo professionale, politico e accademico delle donne nel mondo.

## Biografia
Nacque nel 1898 in una fattoria nel Kentucky. Frequentò la New Haven Normal School of Gymnastics, dove si laureò nel 1919. Nello stesso anno, venne assunta come insegnante di educazione fisica presso l'Università del Kentucky, dove contemporaneamente incominciò la sua carriera universitaria nell'A.B. program. Tra il 1919 e il 1922, mentre si trovava nel Regno Unito, allenò la squadra di basket femminile. Nel 1923 ha giocato nella squadra come capitano, con allenatore A.B. "Happy" Chandler. Sempre nel 1923, dopo la laurea, all'età di ventiquattro anni, venne nominata decano delle donne, il più giovane del paese. Nel 1926 ottenne il master in scienze politiche alla Columbia University, proseguendo gli studi universitari alla London School of Economics con Harold Laski. Nel 1929, fu nominata preside e professore di scienze politiche all'Università del Kentucky, prestando servizio fino al 1941, quando è stata scelta come prima preside donna del College of Home Economics della Cornell University.
Nel 1946 fu nominata presidente del Vassar College. Fu scelta, a seguito di una testimonianza di un membro del Board of Trustees, in quanto li impressionava la sua "notevole personalità". Era in effetti conosciuta per il suo carattere schietto. La stessa Blanding ha attribuito il merito per la sua personalità indipendente, grazie alla sua educazione ricevuta in una fattoria, e alla gestione della propria piantagione di tabacco nel Kentucky.
Durante il suo mandato, la Vassar fu teatro di importanti cambiamenti. Nel 1949, aiutò a fondare la Mary Conover Mellon Foundation for the Advancement of Education, un programma di ricerca per promuovere il benessere psicologico degli studenti universitari. Alla Vassar venne organizzata un'indagine dettagliata sulle condizioni di vita degli studenti universitari. Tale indagine, ha preso in esame la quasi totalità dei parametri per valutare le condizioni di vita degli studenti, per finire ai loro obiettivi accademici. Di conseguenza, venne messo in atto un nuovo curriculum che enfatizzava lo studio indipendente. Incoraggiò inoltre il progresso dei membri della facoltà a Vassar in base a un sistema di merito, piuttosto che in base agli anni di servizio, e aumentò gli stipendi degli insegnanti della facoltà del 116%. Ha anche istituito il sistema di convivenza tra studenti, in cui gli insegnanti vivevano in dormitori accanto agli studenti. In nove anni raccolse 25 milioni di dollari, triplicando la dotazione finanziaria della Vessel. Nel corso della sua presidenza vennero edificati tre nuovi e importanti edifici: la Ferry House, la Chicago Hall e la Noyes House. Morì il 3 marzo 1985.

## Altri lavori
Sarah Gibson Blanding ha contribuito al lavoro e alla formazione di diversi consigli e commissioni, e spesso come unica donna. Le sue posizioni: consulente del Segretario alla Guerra degli Stati Uniti d'America, membro del Joint Army and Navy Committee on Welfare and Recreation (1943-1946), membro della Commissione presidenziale per l'istruzione superiore sotto la presidenza Truman e membro del comitato consultivo pubblico dell'amministrazione della Economic Cooperation Administration. Sara Blanding possedeva un notevole carisma. Negli anni '50 ha protetto i diritti di diversi membri della facoltà contro le accuse formulate dal senatore Joseph McCarthy. In un'altra occasione, la Blanding ha ottenuto l'attenzione internazionale, durante un discorso estemporaneao, avvenuto nel 1964, nel corso di una convocazione di facoltà, durante il quale ha stigmatizzato il comportamento degli studenti della Vassar, a suo dire colpevoli di aver avuto rapporti sessuali prematrimoniali, di bere eccessivamente alcoolici e di assumere spesso una sorta di "condotta volgare". Ha anche prestato servizio come prima donna nella somministrazione di borse di studio straniere presso la Fulbright Scholarshipst e la Marshall Scholarships.

## Eredità
La Blanding Tower così come i bassi dormitori Blanding I, II, III e IV dell'Università del Kentucky prendono il nome da Sarah Blanding.